# Kantabanji
Kantabanji is een stad en “notified area” in het district Balangir van de Indiase staat Odisha. 

## Demografie
Volgens de Indiase volkstelling van 2001 wonen er 20.090 mensen in Kantabanji, waarvan 52% mannelijk en 48% vrouwelijk is. De plaats heeft een alfabetiseringsgraad van 66%. 